# Traité de Singapour sur le droit des marques
Le traité de Singapour sur le droit des marques est adopté à Singapour le 28 mars 2006. Il entre en vigueur le 16 mars 2009, à la suite de la ratification ou de l'adhésion de dix pays : Singapour, la Suisse, la Bulgarie, la Roumanie, le Danemark, la Lettonie, le Kirghizistan, les  États-Unis, la Moldavie et l'Australie. Le traité établit des normes communes pour les aspects procéduraux de l'enregistrement et de l'octroi de licences de marques.
Le traité s'appuie sur le traité sur le droit des marques de 1994 (TLT), mais le traité de Singapour porte sur un champ d'application plus large et aborde les développements plus récents dans le domaine des technologies de communication.
En mai 2023, le traité compte 54 parties contractantes, dont 52 États ainsi que l'Organisation africaine de la propriété intellectuelle et l'Organisation Benelux pour la propriété intellectuelle (OBPI). Il est administré par l'Organisation mondiale de la propriété intellectuelle.